# Spec O'Donnell
Spec O'Donnell (Fresno, 9 aprile 1911 – Woodland Hills, 14 ottobre 1986) è stato un attore statunitense, che conobbe una carriera di notevole successo come attore bambino del cinema muto negli anni venti, per poi mantenere un'ininterrotta presenza fino agli anni settanta, al cinema e alla televisione, ma in ruoli per lo più non accreditati.

## Biografia
Walter "Spec" O'Donnell nacque nel 1911 a Fresno (California). Il soprannome "Spec" gli venne dal volto lentigginoso che lo contraddistingueva. Negli anni venti si affermò come uno dei più richiesti attori bambini del cinema muto americano. Il suo aspetto di ragazzino "simpaticamente brutto" lo rese una spalla comica ideale, sia con adulti che accanto ad altri bambini.
Debuttò nel 1923, a 12 anni. In The Country Kid interpretò il fratello minore di Wesley Barry, primo famoso attore bambino lentigginoso, di cui con Mickey Daniels delle Simpatiche canaglie O'Donnell si contenderà per tutti gli anni venti il ruolo di erede.
Nel 1924 fu tra i primissimi attori bambini a lavorare per la Disney. Accanto alla protagonista Virginia Davis fu presente in alcuni episodi delle Alice Comedies, in cui per la prima volta la Disney sperimentò l'interazione tra attori e personaggi a cartoni animati. Per il resto O'Donnell lavorò prevalentemente con la Century Film. Fu uno dei volti più noti dei Century Kids, con Buddy Messinger, Martha Sleeper, e Arthur Trimble. 
Le sue interpretazioni di maggior rilievo furono in due pellicole con protagonista la già matura Mary Pickford nei suoi tipici panni di ragazzina terribile, Little Annie Rooney (1925) e Sparrows (1926).
Con l'adolescenza e l'avvento del sonoro, O'Donnell ottenne sempre più spesso ruoli di caratterista, in gran parte non accreditati. Pur limitata a brevi apparizioni, la sua presenza continuò a offrire una parentesi comica in ogni situazione. Da parte sua O'Donnell non venne mai meno alla reputazione di interprete di grande impegno e professionalità. Continuò così a lavorare, chiudendo la sua lunga carriera negli anni settanta con più di 200 presenze all'attivo tra cinema e televisione.
Morì nel 1986 a Woodland Hills (Los Angeles), all'età di 75 anni.

## Riconoscimenti
- Young Hollywood Hall of Fame 1920's[4]

## Filmografia parziale
L'elenco è limitato ai soli film accreditati.

### Lungometraggi
- Little Johnny Jones, regia di Johnny Hines e Arthur Rosson (1923)
- The Barefoot Boy, regia di David Kirkland (1923)
- The Country Kid, regia di William Beaudine (1923)
- L'orfanella di New York (The Darling of New York), regia di King Baggot (1923)
- The Foolish Virgin, regia di George W. Hill (1924)
- Tomorrow's Love, regia di Paul Bern (1925)
- The Devil's Cargo, regia di Victor Fleming (1925)
- La regina della moda (The Dressmaker from Paris), regia di Paul Bern (1925)
- The Price of Success, regia di Tony Gaudio (1925)
- Little Annie Rooney, regia di William Beaudine (1925)
- Passerotti (Sparrows), regia di William Beaudine (1926)
- Hard Boiled, regia di J.G. Blystone (1926)
- Private Izzy Murphy, regia di Lloyd Bacon (1926)
- Casey at the Bat, regia di Monte Brice (1927)
- We're All Gamblers, regia di James Cruze (1927)
- Schiavo di Venere (Vamping Venus), regia di Edward F. Cline (1928)
- La rivincita di Fanny (Hot News), regia di Clarence G. Badger (1928)
- Danger Street, regia di Ralph Ince (1928)
- The Sophomore, regia di Leo McCarey (1929)
- In the Headlines, regia di John G. Adolfi (1929)
- The Grand Parade, regia di Fred C. Newmeyer (1930)
- L'ultimo poker (Big Money), regia di Russell Mack (1930)
- The Mystery Train, regia di Phil Whitman (1931)
- Hello Trouble, regia di Lambert Hillyer (1932)
- Exposure, regia di Norman Houston (1932)
- The Big Broadcast, regia di Frank Tuttle (1932)
- Ma che cos'è quest'Africa! (So This Is Africa), regia di Edward F. Cline (1933)
- Kentucky Blue Streak, regia di Bernard B. Ray (1935)
- Freshman Love, regia di William C. McGann (1936)
- College Holiday, regia di Frank Tuttle (1936)
- Blonde Trouble, regia di George Archainbaud (1937)
- Love Is on the Air, regia di Nick Grinde (1937)
- Accidents Will Happen, regia di William Clemens (1938)
- Freshman Year, regia di Frank McDonald (1938)
- Ride, Kelly, Ride, regia di Norman Foster (1941)
- Gallant Lady, regia di William Beaudine (1942)
- Convoy - Trincea d'asfalto (Convoy), regia di Sam Peckinpah (1978)

### Cortometraggi
- Alice's Comedies - 6 episodi (1924):

1. Alice's Day at Sea (1 marzo 1924)
2. Alice's Spooky Adventure (1 aprile 1924)
3. Alice's Fishy Story (1 giugno 1924)
4. Alice and the Dog Catcher (1 luglio 1924)
5. Alice the Peacemaker (1 agosto 1924)
6. Alice Gets in Dutch (1 novembre 1924)

- The Racing Kid (1924)
- Happy Days (1924)
- Trailing Trouble (1924)
- Delivering the Goods, regia di Edward I. Luddy (1924)
- Paging Money (1924)
- Here He Comes! (1924)
- Sweet Dreams (1924)
- Speed Boys (1924)
- Afternoon Tee (1924)
- Don't Fall (1924)

- Dizzy Daddies (1926)
- Don Key - Son of Burro (1926)

- Why Girls Say No (1927)
- Don't Tell Everything (1927)
- Una famiglia di matti (Call of the Cuckoo), regia di Clyde Bruckman (1927)
- Should Second Husbands Come First? (1927)
- Fighting Fathers (1927)

- Pass the Gravy, regia di Fred Guiol e Leo McCarey (1928)
- Dumb Daddies (1928)
- Blow by Blow (1928)
- Do Gentlemen Snore? (1928)

- A Pair of Tights (1929)
- Movie Night (1929)

- Cash and Marry (1930)
- Rich Uncles (1930)
- Two Plus fours (1930)
- A Fall to Arms (1930)
- Traffic Tangle (1930)
- Hold the Baby (1930)
- A Poor Fish (1930)

- The itching Hour (1931)
- In Conference (1931)
- Blondes Prefer Bonds (1931)
- Who's Who in the Zoo, regia di Babe Stafford (1931)

- Mickey's Touchdown (1933)
- Fits in a Fiddle (1933)
- Frozen Assets (1933)
- Hold Your Temper (1933)

- An Old Gypsy Custom (1934)

- Wolf in Thief's Clothing (1943)

- You Dear Boy! (1943)

### Televisione
- Hill Number One: A Story of Faith and Inspiration (1951) - episodio della serie televisiva Family Theatre
- Sheila (1953) - episodio della serie televisiva Schlitz Playhouse
- The Reckoning (1954) - episodio della serie televisiva Adventures of the Falcon
- Screen Directors Playhouse – serie TV, episodio 1x12 (1955)
- The Horse Trader (1961) - episodio della serie televisiva The Andy Griffith Show